# Agencija za bankarstvo Federacije Bosne i Hercegovine
Agencija za bankarstvo Federacije Bosne i Hercegovine je samostalna neprofitna institucija osnovana radi unapređenja sigurnosti, kvalitete i zakonskog poslovanja bankarskog, mikrokreditnog i leasing sustava u Federaciji BIH. 
Osnovana je na osnovu Zakona o Agenciji za bankarstvo koji je proglašen 28. lipnja 1996. godine. Svoj rad zasniva na Zakonu o bankama proglašenim 5. listopada 1998. godine. Godine 2006., Agencija postaje regulator i kontrolor poslovanja mikrokreditnih organizacija. Zakon o radu mikrokreditnih organizacija proglašen je 5. rujna 2006.godine. Agencija počinje regulirati i kontrolirati rad leasing društava 2008. godine, na osnovu Zakona o leasing društvima koji je proglašen 26. prosinca 2008. godine.
Agencija također kontrolira rad ovlaštenih mjenjača, čije je djelovanje regulirano proglašenjem Zakona o deviznom poslovanju 30. srpnja 2010. Od 2014. godine u Agenciji počinje djelovati ured ombudsmana za bankarski sustav usvajanjem Zakona o izmjenama i dopunama Zakona o Agenciji za bankarstvo Federacije Bosne i Hercegovine koji je proglašen 3. travnja 2012.godine.